# Ophioscion scierus
Ophioscion scierus es una especie de pez de la familia Sciaenidae en el orden de los Perciformes.

## Morfología
• Los machos pueden llegar alcanzar los 35 cm de longitud total.

## Alimentación
Come principalmente gambas y otros invertebrados  bentónicos.

## Hábitat
Es un pez de mar de  clima tropical y demersal.

## Distribución geográfica
Se encuentra en el Océano Pacífico oriental: desde el Golfo de California hasta el Perú.

## Uso comercial
Es común en los mercados locales.

## Observaciones
Es inofensivo para los humanos.